# Brachylaima thompsoni
Brachylaima thompsoni är en plattmaskart. Brachylaima thompsoni ingår i släktet Brachylaima och familjen Brachylaimidae. Inga underarter finns listade i Catalogue of Life.